# Grabnik (Mikołajki)
Grabnik (deutsch Grabnick) ist ein kleiner Ort in der polnischen Woiwodschaft Ermland-Masuren und gehört zur Stadt- und Landgemeinde Mikołajki (deutsch Nikolaiken) im Powiat Mrągowski (Kreis Sensburg).

## Geographische Lage
Grabnik liegt in der Mitte der Woiwodschaft Ermland-Masuren, 15 Kilometer südöstlich der Kreisstadt Mrągowo (deutsch Sensburg).

## Geschichte
Der nach 1905 Grabnik, danach bis 1945 Grabnick genannte kleine Ort wurde 1681 gegründet und bestand ursprünglich lediglich aus einem großen Hof. 1785 wurde Grabnik als „köllmisches Gut“ erwähnt, und als Gutsort war er bis 1945 ein Wohnplatz in der Gemeinde Eichelswalde (polnisch Świnie Oko) im Kreis Sensburg im Regierungsbezirk Gumbinnen (ab 1905: Regierungsbezirk Allenstein) in der preußischen Provinz Ostpreußen.
In Kriegsfolge kam Grabnick 1945 mit dem gesamten südlichen Ostpreußen zu Polen und erhielt die polnische Namensform Grabnik. Heute ist der Ort nach Zełwągi (Selbongen) in der Stadt- und Landgemeinde Mikołajki (Nikolaiken) im Powiat Mrągowski (Kreis Sensburg) integriert, bis 1998 der Woiwodschaft Suwałki, seither der Woiwodschaft Ermland-Masuren zugehörig.

## Kirche
Bis 1945 war Grabnick in die evangelische Kirche Barranowen in der Kirchenprovinz Ostpreußen der Kirche der Altpreußischen Union sowie in die katholische Kirche St. Adalbert in Sensburg im Bistum Ermland eingepfarrt. Heute gehört Grabnik zur evangelischen Pfarrei Mikołajki in der Diözese Masuren der Evangelisch-Augsburgischen Kirche in Polen sowie zur katholischen Pfarrei Baranowo im Bistum Ełk der polnischen katholischen Kirche.

## Verkehr
Grabnick liegt südlich der polnischen Landesstraße 16 (frühere deutsche Reichsstraße 127) und ist von Zełwągi (Selbongen) aus über einen Landweg direkt zu erreichen. Bis 2009 war Zełwągi auch die nächste Bahnstation an der – jetzt nicht mehr befahrenen – Bahnstrecke Czerwonka–Ełk.